# ميشال شال
ميشال فلوريال شال (بالفرنسية: Michel Chasles)‏ هو عالم رياضيات فرنسي ولد في الخامس عشر من نوفمبر عام 1793 وتوفي في الثامن عشر من ديسمبر عام 1880.
درس في المدرسة المتعددة التقنيات في باريس.
في عام 1865، حصل على وسام كوبلي.

## روابط خارجية
- ميشال شال على موقع الموسوعة البريطانية (الإنجليزية)